# Ariarathes IV của Cappadocia
Ariarathes IV Eusebes  (tiếng  Hy Lạp cổ: Ἀριαράθης Εὐσεβής, Ariaráthēs Eusebḗs; cai trị 220-163 TCN) con trai của vua Cappadocia Ariarathes III. Ông còn ít tuổi khi thừa kế ngai vàng, và đã cai trị từ 220-163 TCN, được 57 năm. Ông kết hôn với Antiochis, con gái của Antiochus III Đại đế,vua của Syria và vợ Laodice III, và là kết quả của liên minh này, ông trợ giúp Antiochos trong chiến tranh chống lại người La mã. Sau thất bại của Antiochos trước người La mã năm 190 TCN. Ariarathes đã yêu cầu hòa bình vào năm 188 TCN, mà ông đã chấp nhận những điều kiện có lợi và cũng vì con gái ông Stratonice, vào thời gian đó đã hứa hôn với Eumenes II, vua của Pergamum, người mà bà sau này thực sự kết hôn, và cũng là đồng minh của người La mã. Trong những năm từ 183-179 TCN, ông hỗ trợ Eumenes trong chiến tranh chống lại Pharnaces, vua của Pontus. Polybius đề cập rằng một viên đại sứ La mã đã được gửi đến chỗ Ariarathes sau cái chết của vua Seleukos Antiochus IV Epiphanes, người qua đời năm 164 TCN. Antiochis, vợ của Ariarathes, lúc đầu được cho là không sinh được cho ông người con nào, và cũng đã tạo ra hai kẻ giả mạo, những người đã được gọi là Ariarathes và Orophernes. Tuy nhiên, câu chuyện sau đó cũng đã kể rằng bà sinh cho chồng hai con gái và con trai, Mithridates, sau này là Ariarathes V, và sau đó bà đã thú nhận với Ariarathes về sự lừa dối của mình đối với ông. Và hai kẻ giả mạo kia bị đưa khỏi Cappadocia, một tới Roma, một tới Ionia.